# Turbanella lobata
Turbanella lobata is een buikharige uit de familie van de Turbanellidae. De wetenschappelijke naam van de soort werd voor het eerst geldig gepubliceerd in 2018 door Yamauchi en Kajihara.